# 短時間負載
短時間負載（short time duty）或短時間運作（short time operation）是指只能在短暫時間內運作，但有較好特性的運作模式。通常是指設備的最大負載（或性能），同時標示在此條件下運作，在設備不損壞條件下的最長允許時間。

## 設備應用
設備的負載可以是指其輸出功率、温度、轉速、力矩、加速度或是其他會影響其正常功能下機械性質或化學性質的因素。例如電動機可以在比額定轉速更高的轉速下運作，但短暫運作一段時間後，電動機需要減速，以避免電動機損毀。另一個例子是烤箱的工作溫度，可以在最高溫度下運作，但時間要夠短，以避免烤箱過熱或內部燒焦。一般而言，輸入功率中都會有一部份以熱的型式散失。工作功率越高，其產生的熱也越多。若設備的性能太高，其產生的熱量可能無法散失到環境中，因此其溫度會隨著無法散失的能量而上昇。若溫度上昇的太快，設備的機械性質或化學性質會開始變化，可能會讓塑膠組件開始永久變形，或是脆性材料的破裂等。能量是功率和時間的乘積，因此若功率在額定功率下運作，可以長期運作，或是運作在較大的功率下，但是其運作時間就要加以限制 

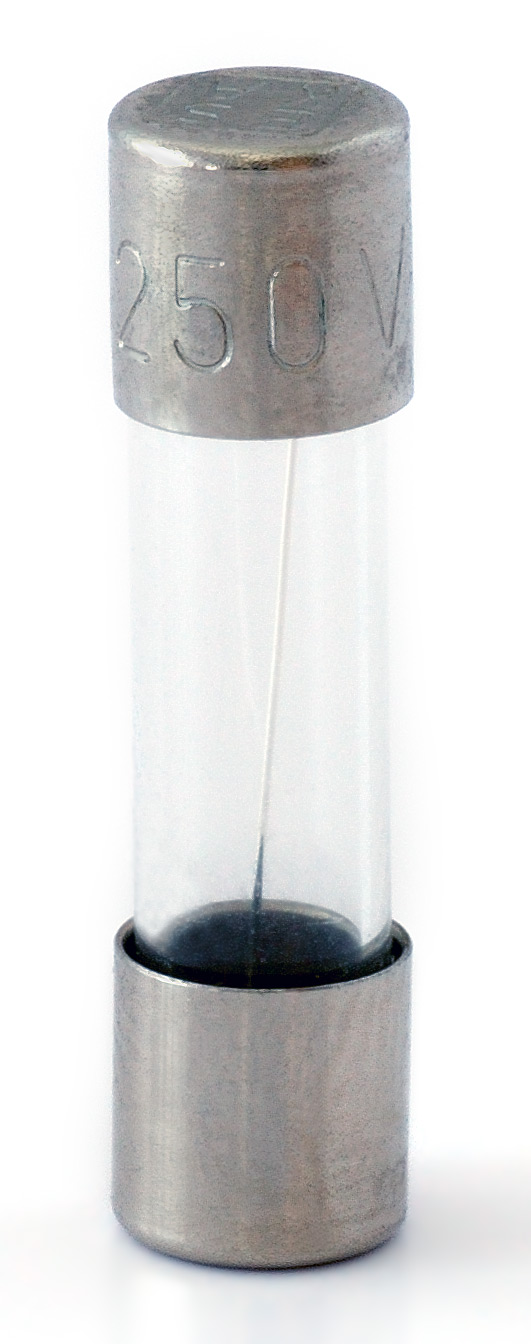
保險絲

常見的應用是用万用表量測大電流（一般可以到10A或20A），可以量測的最長時間（一般會是10到30秒）一般會列在對應的端子上（一般是最左邊），也會列出兩次量測間之間需要間隔的時間（一般會是「每15分鐘」）。另一種常見應用是空壓機吹膜機，若長時間使用，空壓機溫度會很高，因此需要斷電一段時間（像是小空壓機，需間隔10分鐘再運轉）。

### 保護
有些情形下，設備會有內建的保護電路或是機制，像是電器中的保險絲（例如用在卤素灯泡中，以避免燈泡因為高溫而損壞），或是液壓或氣壓設備的卸壓閥（例如壓力鍋），許多設備沒有類似的保護機制（例如大部份的吹風機），因此使用者需要知道連續使用超過允許時間可能會讓設備損壞。

### 標準化
許多製造商只在設備的操作說明上標示短時間負載的條件，有些則是直接在產品上標示。到2007年為止，國際上還沒有有關短時間負載的國際識別碼。在德國會用KB表示（Kurzzeitbetrieb表示短時間運作），其時間單位是分鐘。在法國沒有對應縮寫，會用service temporaire來表示，在西班牙則是servicio temporal，義大利是servizio di durata limitata。

### 電動機
IEC 60034-1標準（Rotating electrical machines – Part 1: Rating and performance）有規範電動機的負載型式，其中的S2 duty就是短時間負載，或稱為短期工作制，短時間運轉一段時間，然後不運轉。

## 人身及醫療應用
短時間負載的概念用在人身上，比較類似短期暴露量或是短期劑量的概念。考慮的是其對生理或是心理的影響。
像是輻射暴露（如X射线、伽马射线、粒子輻射）會有為了避免致癌，短期暴露的最大暴露量，也有年累積或是終生累積暴露量。此時的最大負載是以劑量來表示。有關手機使用的電磁波暴露是否會有影響，目前仍有爭議。
另一個例子是防曬油的防曬時間，此處的負載是指太陽的電磁輻射，是紫外线，其能量較輻射暴露要少。
过敏也是短時間負載的例子，其中負載是指过敏物質在體內的濃度，短時間負載和許多因素有關，例如年齡、基因、身體情形等。